# Brutti (cognome)
Brutti è un cognome di lingua italiana.

## Varianti
Bruttini, Brutto, Lo Brutto.

## Origine e diffusione
Cognome tipicamente centrale, è presente prevalentemente in Toscana.
Potrebbe derivare dal termine "brutto", ossia non bello, ad indicare una qualità legata all'aspetto esteriore o al carattere del capostipite, risultando opposto al cognome Belli.
La variante Bruttini è toscana; Lo Brutto è meridionale.

## Persone
- Antonio Brutti (1945) – ex maratoneta italiano
- Bartolomeo Brutti (XVI secolo-1591) – diplomatico italiano
- Massimo Brutti (1943) – politico italiano
- Paolo Brutti (1941) – politico e sindacalista italiano
- Veronica Brutti (1987) – allenatrice di calcio ed ex calciatrice italiana